# Силвија Кристел
Силвија Кристел (хол. Sylvia Maria Kristel; Утрехт, 28. септембар 1952 — Амстердам, 17. октобар 2012) била је холандска глумица и манекенка.
Иако је снимила више филмова остала је најпознатија по серији еротских филмова „Емануела“.
Први филм из серијала „Емануела“ је приказан у Француској 1974. године, али је убрзо забрањен због „исувише слободних“ сцена. Оригинална верзија спада у „меку“ еротику.

## Најпознатији филмови
- Емануела (1974)
- Емануела 2 (1975)
- Збогом Емануела (1977)
- Љубавник Леди Четерли (1981)
- Приватни часови (1981)
- Приватна школа (1983)
- Емануела 4 (1984)
- Мата Хари (1985)
- Forgive me (Cyrus Frisch, 2001)

## Занимљивости
Филм „Емануела“ се дуго није могао видети у Србији а једног 1. априла је чак Телевизија Београд као првоаприлску шалу најавила приказивање „Емануеле“.
Силвија Кристл је 2006. године најавила издавање својих мемоара.